# Ringer-Europameisterschaften 2005
Die Ringer-Europameisterschaften 2005 fanden im bulgarischen Warna statt.

## Griechisch-römisch
148 Ringer aus 32 Länder nahmen in Warna an den Europameisterschaften im griechisch-römischen Stil teil.

### Ergebnisse
| Klasse  | Gold              | Silber           | Bronze                                  |
| ------- | ----------------- | ---------------- | --------------------------------------- |
| -55 kg  | Wiktor Korabljow  | Roman Amojan     | Iwo Angelow Bayram Özdemir              |
| -60 kg  | Vitali Rəhimov    | Eusebiu Diaconu  | Alexei Schewzow Dawit Bedinadse         |
| -66 kg  | Nikolai Gergow    | Christian Fetzer | Moisés Sánchez Sergei Kowalenko         |
| -74 kg  | Mowses Karapetjan | Welin Marinow    | Neven Žugaj Adam Juretzko               |
| -84 kg  | Alexei Mischin    | Serkan Özden     | Laimutis Adomaitis Badri Chassaia       |
| -96 kg  | Hamza Yerlikaya   | Jimmy Lidberg    | Mindaugas Ežerskis Dimitrij Timtschenko |
| -120 kg | Sjarhej Arzjuchin | Yekta Yılmaz Gül | Miriani Giorgadse Krassimir Kotschew    |

### Medaillenspiegel (griechisch-römisch)
| Rang | Land          | Gold | Silber | Bronze |
| ---- | ------------- | ---- | ------ | ------ |
| 1    | Russland      | 2    | 0      | 2      |
| 2    | Türkei        | 1    | 2      | 1      |
| 3    | Bulgarien     | 1    | 1      | 2      |
| 4    | Armenien      | 1    | 1      | 0      |
| 5    | Aserbaidschan | 1    | 0      | 0      |
|      | Belarus       | 1    | 0      | 0      |
| 7    | Deutschland   | 0    | 1      | 1      |

## Freistil
Beim Freistilturnier der Männer nahmen 116 Ringer aus 26 Ländern teil.

### Ergebnisse
| Klasse  | Gold                      | Silber             | Bronze                                         |
| ------- | ------------------------- | ------------------ | ---------------------------------------------- |
| -55 kg  | Ghenadi Tulbea            | Radoslaw Welikow   | Aljaksandr Kantojeu Bessarion Gotschaschwili   |
| -60 kg  | Wasil Fedorischin         | Didier Païs        | Murad Ramasanow Łukasz Góral                   |
| -66 kg  | Serafim Barzakow          | Elman Asgarow      | Andrei Stadnik Albert Batyrow                  |
| -74 kg  | Nikolai Paslar            | Sergei Witkowski   | Ahmet Gülhan Wolodymyr Syrotyn                 |
| -84 kg  | Taras Danko               | Serhat Balci       | Lazaros Loizidis Naurus Srapilowitsch Temresow |
| -96 kg  | Eldari Luka Kurtanidse    | Vincent Aka-Akesse | Chadschimurad Gazalow Fatih Çakıroğlu          |
| -120 kg | Kuramagomed Kuramagomedow | Wadym Tassoew      | Efstathios Topalidis Ottó Aubéli               |

### Medaillenspiegel (Freistil)
| Rang | Land      | Gold | Silber | Bronze |
| ---- | --------- | ---- | ------ | ------ |
| 1    | Ukraine   | 2    | 1      | 2      |
| 2    | Bulgarien | 2    | 1      | 0      |
| 3    | Russland  | 1    | 1      | 3      |
| 4    | Georgien  | 1    | 0      | 1      |
| 5    | Moldau    | 1    | 0      | 0      |

## Frauen
88 Ringerinnen aus 21 Ländern nahmen beiden Europameisterschaften 2005 in Warna tei.

### Ergebnisse
| Klasse | Gold                 | Silber              | Bronze                                   |
| ------ | -------------------- | ------------------- | ---------------------------------------- |
| -48 kg | Lorissa Oorschak     | Iwona Matkowska     | Anne Deluntsch Fani Psatha               |
| -51 kg | Irina Melnik-Merleni | Natalja Smirnowa    | Vanessa Boubryemm Ana Maria Pavăl        |
| -55 kg | Natalja Golz         | Anna Gomis          | Sylwia Bileńska Marija Egorowa           |
| -59 kg | Ida-Theres Nerell    | Audrey Prieto       | Julia Ratkewitsch Diletta Giampiccolo    |
| -63 kg | Monika Ewa Michalik  | Olga Chilko         | Nikola Hartmann-Dünser Mihaela Sadoveanu |
| -67 kg | Kateryna Burmistrowa | Jelena Perepelkina  | Lise Legrand Teresa Mendez               |
| -72 kg | Anita Schätzle       | Swetlana Martynenko | Wassilissa Marsaljuk Stanka Slatewa      |

### Medaillenspiegel (Frauen)
| Rang | Land        | Gold | Silber | Bronze |
| ---- | ----------- | ---- | ------ | ------ |
| 1    | Russland    | 2    | 3      | 0      |
| 2    | Ukraine     | 2    | 0      | 0      |
| 3    | Polen       | 1    | 1      | 1      |
| 4    | Deutschland | 1    | 0      | 0      |
| 5    | Schweden    | 1    | 0      | 0      |
|      | Österreich  | 0    | 0      | 1      |

## Doping
Im griechisch-römischen Stil in der Klasse bis 84 kg war zuerst der Bulgare Nikola Stojanow Zweiter. Wegen Dopings wurde er disqualifiziert.